# Tekstura planarna

Tekstura planarna w nematyku

Tekstura planarna w nematyku po skręceniu płytek

Tekstura planarna (homogeniczna) w ciekłych kryształach to takie ułożenie cząsteczek, że ich długie osie są równoległe do powierzchni ograniczającej. Występuje ona w cienkich warstwach ciekłego kryształu ograniczonych płytkami szklanymi lub tworzywa sztucznego. 

## Otrzymywanie
Najprostszym sposobem uzyskania tekstury planarnej jest dokładne oczyszczenie chemiczne płytek szklanych a następnie potarcie szkła w określonym kierunku (np. papierem). Potarcie powoduje powstanie na szkle rys o szerokości rzędu angstremów. Płytki należy następnie złożyć w komórkę tak, aby odległość między nimi była rzędu mikrometrów. Po napełnieniu przestrzeni między płytkami nematykiem w fazie izotropowej i obniżeniu temperatury do uzyskania ciekłokrystalicznej fazy nematycznej, wówczas cząsteczki nematyka ułożą się w kierunku pocierania.
W przypadku ciekłego kryształu smektycznego teksturę planarną można uzyskać poprzez powolne ochładzanie ciekłego kryształu do momentu rozpoczęcie krystalizacji (do fazy stałej), po czym podniesienie temperatury do uzyskania fazy smektycznej.

## Własności
Nematyk w fazie planarnej jest przezroczysty dla światła o polaryzacji zgodny z kierunkiem ułożenia molekuł. Łatwo można z niego uczynić element aktywny optycznie poprzez skręcenie płytek ograniczających o pewien kąt. Wówczas cząsteczki przylegające do górnej płytki są ułożone w innym kierunku niż molekuły dolnej warstwy. Zmiana kierunku ułożenia cząsteczek od jednej płytki do drugiej zachodzi w sposób ciągły. Układ taki będzie skręcał płaszczyznę polaryzacji światła dokładnie o taki sam kąt, o jaki zostały skręcone płytki. Można w ten sposób uzyskać skręcenie płaszczyzny polaryzacji od 0° do 90°. 
Jeżeli ciekły kryształ ma własności ferroelektryczne, można sterować ułożeniem cząsteczek przy pomocy pola elektrycznego, powodując przełączanie pomiędzy teksturą planarną i homeotropową. Jest to równoznaczne ze zmianą przezroczystości warstwy ciekłego kryształu. Efekt ten został wykorzystany do budowy wyświetlaczy ciekłokrystalicznych.